# Amarant gràcil
L'amarant gràcil (Amaranthus viridis), és una espècie d’Amaranthus cosmopolita. Es considera com a planta invasora a Catalunya.
Addicionalment pot rebre els noms de blet, blet verd i moc de tito.

## Descripció
És una planta herbàcia anual que pot arribar a fer uns 75 cm d'altura. Les fulles són ovades amb pecíol llarg. Les flors masculines i femenines es distribueixen en Inflorescències, en espigues de fins a 12 cm de llargària, i són de color verd. El fruit és una càpsula que conté petites llavors d'aproximadament 1 mm.

## Distribució
Originari d'Amèrica del Sud i Amèrica Central, avui dia es troba a bona part del món, Austràlia, sud-est asiàtic, l'Índia, península Aràbiga, Caucas, Europa del sud i alguns països nòrdics, gairebé a la totalitat d'Àfrica, costa est i sud dels Estats Units, al Quebec i a Mèxic.

## Gastronomia
Amaranthus viridis es fa servir com a planta comestible al nord-est de l'Índia, a l'estat de Manipur, també a Kerala. A Grècia aquesta espècie rep el nom de vlita (βλήτα) i se serveix bullida i amb oli d'oliva i llimona. També es consumeix en algunes zones africanes. A Jamaica es menja com a verdura i rep el nom de callaloo. A les Maldives se'n fa un plat anomenat mas huni.
L'amarant gràcil es fa servir a l'Ayurveda com a herba medicinal amb el nom sànscrit de Tanduliya.